# Anthems to the Welkin at Dusk
Anthems to the Welkin at Dusk — другий студійний альбом норвезької симфонічної блек-метал групи Emperor, виданий у 1997 році.

## Про альбом
Диск записаний у Grieg Hall у Бергені, Норвегія.
У 1996 році EP Reverence, у який увійшла пісня «The Loss and Curse of Reverence», був виданий у якості тизера для альбому. У 1998 році, альбом пройшов ремастеринг і був повторно перевиданий з трьома піснями з Reverence. Колектив зняв кліп на пісню «The Loss and Curse of Reverence.»
Ввіний гітарний риф «Ye Entrancemperium» взятий з неназваної пісні гурту Mayhem. Також, гітариста Mayhem, Євронімуса занесено у список авторів на обкладинці альбому, незважаючи на те, що він був  убитий за два роки до того, як альбом був написаний і виданий. Запис цієї незакінченої пісні може бути знайдена на бутлезі Mayhem «Ha Elm Zalag».
Після випуску, альбом досяг 28 місця у фінському чарті альбомів.

## Список композицій
| #     | Назва                             | Тривалість |
| ----- | --------------------------------- | ---------- |
| 1.    | «Alsvartr (The Oath)»             | 4:18       |
| 2.    | «Ye Entrancemperium»              | 5:14       |
| 3.    | «Thus Spake the Nightspirit»      | 4:30       |
| 4.    | «Ensorcelled by Khaos»            | 6:39       |
| 5.    | «The Loss and Curse of Reverence» | 6:09       |
| 6.    | «The Acclamation of Bonds»        | 5:54       |
| 7.    | «With Strength I Burn»            | 8:17       |
| 8.    | «The Wanderer»                    | 2:54       |
| 43:55 |                                   |            |

Бонус-треки
| #   | Назва                                    | Тривалість |
| --- | ---------------------------------------- | ---------- |
| 9.  | «In Longing Spirit»                      | 5:55       |
| 10. | «Opus a Satana»                          | 4:18       |
| 11. | «The Loss and Curse of Reverence - Live» | 6:24       |

## Учасники запису
- Ісан — вокал, гітара, синтезатор, аранжировщик, продюсер, мастеринг
- Самот — гитара, аранжировщик, мастеринг, продюсер
- Alver — бас
- Трюм — ударні, перкусія
- Pytten — інженер, продюсер
- Yens — фотографія
- Стівен О'Маллі — дизайн
- Девид Пальсер — фотографія
- Cristophe Szpajdel — ілюстрації/емблема
- N.A.P. — дизайн
- Євронімус — створення ввідного рифу на «Ye Entrancemperium»